# Ventridens lasmodon
Ventridens lasmodon är en snäckart som först beskrevs av Phillips 1841.  Ventridens lasmodon ingår i släktet Ventridens och familjen Zonitidae. Inga underarter finns listade i Catalogue of Life.